# Ernesto Mascheroni
Pour les articles homonymes, voir Mascheroni (homonymie).
Ernesto Mascheroni, dit Tío (oncle), (né le 21 novembre 1907 à Montevideo et mort le 3 juillet 1984) était un joueur de football uruguayen et italien (naturalisé en 1934), de 1,83 m pour 78 kg, ayant occupé le poste d’arrière essentiellement, ou de centre droit.

## Biographie
Champion du monde à 22 ans ½, Ernesto Mascheroni était, avec Pablo Dorado (de Bella Vista, âgé de 22 ans), le benjamin de l'équipe nationale uruguayenne, lorsque celle-ci remporta la première Coupe du monde, à domicile en 1930.
À sa mort, en 1984, il est le dernier survivant vainqueur de la première édition, ayant joué la finale.

## Clubs
- Olimpia Montevideo ( Uruguay) : jusqu’en 1930
- Peñarol ( Uruguay) : 1930 à 1933
- Independiente ( Argentine) : 1934 (quelques semaines)
- Ambrosiana ( Italie) : 1934 à 1936 (aux côtés de Giuseppe Meazza, 2 ans après son compatriote Héctor Scarone; 53 matchs - 3 buts)
- Peñarol ( Uruguay) : 1936 à 1940

## Palmarès

### Club
- Vice-champion d’Amérique du sud en 1939
- Vice-champion d’Italie en 1935 (Ambrosiana Inter)
- Vice-champion d'Argentine en 1934 (Independiente)
- Demi-finaliste de la coupe Mitropa en 1936 (Ambrosiana Inter)

### International
- 13 sélections en équipe d’Uruguay, de 1930 à 1939 (sauf 1935)[2]
- 2 sélections en équipe d’Italie en 1935[3]
- Champion du monde  en 1930
- Champion d’Uruguay en 1932, 1937 et 1938  (Peñarol)